# 高知県小学校の廃校一覧
高知県小学校の廃校一覧（こうちけんしょうがっこうのはいこういちらん）は、高知県内の廃校になった小学校の一覧。対象となるのは、学制改革（1947年）以降に廃校となった小学校、および分校である。学校名は廃校当時のもの。廃校時に小学校（分校）が所在した自治体がその後合併により消滅している場合は、現行の自治体に含める。また現在休校中の県内の小学校や分校も含む。
（）内は、廃校（もしくは休校）になった年、および統合先の小学校。※印付きの小学校は、廃校決定まで数年から数十年の休校期間があった小学校である。

## 都市部

### 高知市
- 高知市立第一小学校（1947年第二小と統合し新堀小へ）[1]
- 高知市立第二小学校（1947年第一小と統合し新堀小へ）[1]
- 高知市立御畳瀬小学校（2012年高知市立長浜小学校へ統合）[2]
- 高知市立新堀小学校（2013年追手前小と統合し高知市立はりまや橋小学校へ）[3]
- 高知市立追手前小学校（2013年新堀小と統合しはりまや橋小へ）[3]
- 高知市立土佐山小学校（2015年土佐山中と統合し高知市立義務教育学校土佐山学舎へ）[4]
- 高知市立行川小学校（2016年行川中と統合し高知市立義務教育学校行川学園へ）[5][注釈 1]
- 土佐山村立中切小学校（1966年弘瀬小と統合し土佐山西小へ）
- 土佐山村立弘瀬小学校（1966年中切小と統合し土佐山西小へ）
- 土佐山村立桑尾小学校（1975年西川小と統合し土佐山東小へ）
- 土佐山村立西川小学校（1975年桑尾小と統合し土佐山東小へ）
- 土佐山村立土佐山西小学校（1979年土佐山東小と統合し土佐山小へ）[4]
- 土佐山村立土佐山東小学校（1979年土佐山西小と統合し土佐山小へ）[4]
- 鏡村立第一小学校畑川分校（1972年）
- 鏡村立第一小学校（1983年統合により高知市立鏡小学校〈当時：鏡村立〉へ）[6]
- 鏡村立第二小学校（同上）[6]
- 鏡村立第三小学校（同上）[6]
- 鏡村立第四小学校（同上）[6]
- 春野町立甲殿小学校（1950年秋山小へ統合）
- 春野町立西畑小学校（1950年仁ノ小と統合し仁西小へ）
- 春野町立仁ノ小学校（1950年西畑小と統合し仁西小へ）
- 春野町立内谷小学校（1967年統合により高知市立春野東小学校〈当時：春野町立〉へ）[注釈 2]
- 春野町立諸木小学校（同上）
- 春野町立西分小学校（同上）
- 春野町立芳原小学校（同上）
- 春野町立秋山小学校（同上）
- 春野町立弘岡上小学校（1967年統合により高知市立春野西小学校〈当時：春野町立〉へ）[7]
- 春野町立弘岡中小学校（同上）[7]
- 春野町立森山小学校（同上）[7]
- 春野町立仁西小学校（同上）[7]

### 室戸市
- 室戸市立羽根小学校中峰分校（1963年）[8]
- 室戸市立佐喜浜小学校段分校（1971年）[9]
- 室戸市立吉良川小学校中の川分校（1971年）[10]
- 室戸市立室戸小学校河内分校（1977年）[11]
- 室戸市立長者野小学校（1978年室戸市立吉良川小学校へ統合）[10]
- 室戸市立椎名小学校（2006年三高小へ統合）[8]
- 室戸市立日南小学校（2007年吉良川小へ統合）[10]
- 室戸市立佐喜浜小学校入木分校（2008年）[8]
- 室戸市立三高小学校（2016年室戸市立室戸小学校へ統合）[11]
- 室戸市立室戸岬小学校（2019年[12]）
- 室戸市立中川内小学校（2021年室戸市立羽根小学校へ統合）[13]
- 室戸市立元小学校（2025年室戸小へ統合）[14]
- 吉良川町立吉良川小学校長者野分校（1952年）[10]

### 安芸市
- 安芸市立奈比賀小学校藤内分校（1966年）[15]
- 安芸市立栃ノ木小学校安芸ノ川分校（1975年）[15]
- 安芸市立畑山小学校正藤分校（1975年）[15]
- 安芸市立大井小学校（1976年安芸市立東川小学校へ統合）[16]
- 安芸市立栃ノ木小学校（1979年安芸市立井ノ口小学校へ統合）[17]
- 安芸市立別役小学校（1980年古井小へ統合）
- 安芸市立八ノ谷小学校（1982年東川小へ統合）[18]
- 安芸市立上尾川小学校（1987年休校）[19]
- 安芸市立畑山小中学校（1990年休校[15]、1996年廃校[20]）
- 安芸市立古井小学校（2001年休校）[19]
- 安芸市立奈比賀小学校（2005年川北小奈比賀分校となり、2009年休校[19]）

### 南国市
- 南国市立瓶岩小学校（1963年南国市立久礼田小学校へ統合）[21]
- 南国市立前浜小学校（1967年南部小と統合し南国市立大湊小学校前浜分室となり、1968年廃止）[22]
- 南国市立南部小学校（1967年前浜小と統合し大湊小南部分室となり、1968年廃止）[22]
- 南国市立黒滝小学校（1978年南国市立奈路小学校へ統合）[注釈 3]

### 土佐市
- 土佐市立北原小学校谷地分校（2013年休校）[19]

### 須崎市
- 須崎市立久通小学校（1995年休校[23]、1999年廃校[24]）
- 須崎市立浦ノ内小学校池ノ浦分校（1999年）
- 須崎市立浦ノ内小学校〈旧〉（2014年横浪小と統合し須崎市立浦ノ内小学校〈新〉へ）[25]
- 須崎市立横浪小学校（2014年浦ノ内小〈旧〉と統合し浦ノ内小〈新〉へ）[25]

### 宿毛市
- 宿毛市立山奈小学校大物川分校（1959年）[26]
- 宿毛市立坂本小学校（1967年橋上小へ統合）[27]
- 宿毛市立田の浦小学校都賀ノ川分校（1971年）[26]
- 宿毛市立和田小学校（1971年二ノ宮小と統合し松田川小へ）[28]
- 宿毛市立二ノ宮小学校（1971年和田小と統合し松田川小へ）[28]
- 宿毛市立長浜小学校（1972年母島小へ統合）[26]
- 宿毛市立楠山小学校出井分校（1975年廃校、愛媛県津島町立御槙小学校へ越境通学）[26]
- 宿毛市立京法小学校（1977年橋上小京法分校から独立するも、1981年同校へ統合）[29]
- 宿毛市立平田第二小学校（1978年宿毛市立平田小学校へ統合）[30]
- 宿毛市立鵜来島小学校（1990年休校、2008年廃校）[30]
- 宿毛市立石原小学校（1991年小筑紫小〈初代〉へ統合）[27]
- 宿毛市立楠山小学校（1997年橋上小へ統合）[27]
- 宿毛市立弘瀬小学校（2004年母島小と統合し宿毛市立沖の島小学校へ）[31]
- 宿毛市立母島小学校（2004年弘瀬小と統合し沖の島小へ）[31]
- 宿毛市立小筑紫小学校〈初代〉（2010年田の浦小と統合し宿毛市立小筑紫小学校〈2代目〉へ）[32]
- 宿毛市立田の浦小学校（2010年小筑紫小〈初代〉と統合し小筑紫小〈2代目〉へ）[32]
- 宿毛市立栄喜小学校（2011年小筑紫小へ統合）[32]
- 宿毛市立松田川小学校（2021年宿毛市立宿毛小学校へ統合）[33]
- 宿毛市立橋上小学校（2024年宿毛小へ統合）[34][35]

### 土佐清水市
- 土佐清水市立下川口小学校松山分校（1978年）[36]
- 土佐清水市立貝ノ川小学校藤ノ川分校（1982年休校、2004年廃校）[36]
- 土佐清水市出合小学校（1984年[36]）
- 土佐清水市立宗呂小学校有永分校（1988年休校[36]、2009年廃校）
- 土佐清水市立立石小学校（1996年休校[36]、2011年廃校[37]）
- 土佐清水市立松尾小学校（2004年休校[38]、2011年土佐清水市立足摺岬小学校へ統合[39]）
- 土佐清水市立清水小学校横道分校（1986年休校、2003年廃校）[40]
- 土佐清水市立大津小学校（1993年休校、2004年廃校）[41]
- 土佐清水市立養老小学校（2004年休校、土佐清水市立清水小学校へ統合、2006年廃校）[40]
- 土佐清水市立布小学校（2009年休校、土佐清水市立下ノ加江小学校へ統合）[42]
- 土佐清水市立益野小学校（2009年休校、土佐清水市立三崎小学校へ統合）[43]
- 土佐清水市立宗呂小学校（2009年休校、土佐清水市立下川口小学校へ統合）[44]
- 土佐清水市立貝ノ川小学校（同上[44]、2023年廃校[45]）
- 土佐清水市立窪津小学校（2016年休校、清水小へ統合）[40]
- 土佐清水市立中浜小学校（2018年休校、清水小へ統合）[40]
- 土佐清水市立下ノ加江小学校（2024年休校）[35]
- 土佐清水市立幡陽小学校（2024年休校）[35]
- 土佐清水市立下川口小学校（2025年休校）[46]

### 四万十市
- 四万十市立奥屋内小学校（1999年休校、口屋内小へ統合、2010年6月廃校）[47]
- 四万十市立権谷小学校（2002年休校、本村小へ統合、2006年9月廃校）[47]※
- 四万十市立大宮小学校（2011年休校[19]、川崎小へ統合）[47]
- 四万十市立川崎小学校（2012年統合により四万十市立西土佐小学校へ）[48]
- 四万十市立口屋内小学校（同上）[48]
- 四万十市立津野川小学校（同上）[48]
- 四万十市立須崎小学校（同上）[48]
- 四万十市立西ケ方小学校（同上）[48]
- 四万十市立本村小学校（同上）[48]
- 四万十市立田野川小学校（2013年休校、四万十市立中村小学校へ編入）[49]
- 四万十市立川登小学校（2021年休校[50]、中村小へ編入[49]）
- 中村市立八束小学校名鹿分校（1971年）[51]
- 中村市立蕨岡小学校伊才原分校（1974年）[52]
- 中村市立鴨川小学校（1978年四万十市立利岡小学校〈当時：中村市立〉へ統合）[53]
- 中村市立勝間小学校（2002年川登小へ統合）[54]
- 中村市立常六小学校（2003年四万十市立大用小学校〈当時：中村市立〉へ統合）[55]
- 中村市立片魚小学校（同上）[55]
- 中村市立竹屋敷小学校（2003年四万十市立蕨岡小学校〈当時：中村市立〉へ統合）[52]
- 西土佐村立奥屋内小学校黒尊分校（1957年）
- 西土佐村立玖木小学校（1969年口屋内小へ統合）
- 西土佐村立中半小学校（1988年休校[56]、1998年口屋内小へ統合）※
- 西土佐村立下家地小学校（2002年休校）[19]
- 西土佐村立藤ノ川小学校（2003年休校）[19]

### 香南市
- 香南市立岸本小学校（2019年香南市立香我美小学校へ統合）[57]
- 夜須町立羽尾小学校仲木屋分校（1961年）
- 夜須町立夜須小学校国光分校（1972年）[58]
- 夜須町立羽尾小学校（1976年香南市立夜須小学校〈当時：夜須町立〉へ統合）[58]
- 香我美町立山北小学校（1956年西川小と統合し香我美第一小へ）
- 香我美町立西川小学校（1956年山北小と統合し香我美第一小へ）
- 香我美町立舞川小学校（1963年撫川小と統合し北部小へ）
- 香我美町立撫川小学校（1963年舞川小と統合し北部小へ）
- 香我美町立奈良小学校（1966年東川小へ統合）
- 香我美町立東川小学校（1975年統合により香我美小へ）[注釈 4]
- 香我美町立徳王子小学校（同上）
- 香我美町立山南小学校（同上）
- 香我美町立香我美第一小学校（同上）
- 香我美町立北部小学校（1982年香我美小へ統合）
- 野市町立富家小学校（1958年香宗小と統合し香南市立野市東小学校〈当時：野市町立〉へ）[59]
- 野市町立香宗小学校（1958年富家小と統合し野市東小へ）[59]

### 香美市
- 香美市立平山小学校（2005年休校、2007年廃校され香美市立香長小学校へ編入）[60]
- 香美市立繁藤小学校（2013年休校）[61]
- 香美市立佐岡小学校（2014年休校）[62]
- 土佐山田町立明治小学校（1962年岩村小と統合し香美市立舟入小学校〈当時：土佐山田町立〉へ）[注釈 5]
- 土佐山田町立岩村小学校（1962年明治小と統合し舟入小へ）
- 土佐山田町立国見小学校（1964年繁藤小国見分校となり、1970年廃校）
- 土佐山田町立西又小学校（1972年繁藤小へ統合）
- 土佐山田町立片地小学校逆川分校（1973年）[63]
- 香北町立暁霞小学校（1962年統合により香美市立大宮小学校〈当時：香北町立〉へ）[注釈 6]
- 香北町立岩改小学校（同上）
- 香北町立美良布小学校（同上）
- 香北町立西川小学校（1968年大宮小へ統合）
- 香北町立清爪小学校（1968年大宮小へ統合）
- 香北町立府内小学校（1969年）[64]
- 香北町立河野小学校（1977年大宮小へ統合）
- 香北町立猪野々小学校（2002年休校[18]、2004年廃校）
- 香北町立谷相小学校（2002年休校、2005年廃校）[18]
- 物部村立河口小学校上岡分校（1962年）
- 物部村立安丸小学校（1964年香美市立大栃小学校〈当時：物部村立〉へ統合）[64]
- 物部村立河口小学校（1965年大栃小へ統合）[64]
- 物部村立拓小学校（同上）[64]
- 物部村立岡ノ内小学校桑ノ川分校（1968年）
- 物部村立明改小学校中津尾分校（1969年大栃小へ統合）[64]
- 物部村立笹小学校（1970年大栃小へ統合）[64]
- 物部村立神池小学校（1971年大栃小へ統合）[64]
- 物部村立五王堂小学校（1972年大栃小へ統合）[64]
- 物部村立明改小学校（1974年大栃小明改分校となり、1977年廃校）[64]
- 物部村立別役小学校（1978年大栃小へ統合）[64]
- 物部村立久保小学校（1980年大栃小へ統合）[64]
- 物部村立岡ノ内小学校（1992年大栃小へ統合）[64]
- 物部村立別府小学校（2003年大栃小へ統合）[64]

## 郡部

### 安芸郡
- 東洋町立川口小学校（1950年野根小川口分教場から名留川小分教場へ移管[65]、1956年独立、1974年東洋町立野根小学校へ統合）
- 東洋町立甲浦小学校生見分校（1990年）[66]
- 東洋町立名留川小学校（2005年休校、2008年廃校）[18]
- 奈半利町立奈半利小学校米ヶ岡分校（1995年）[67]
- 奈半利町立加領郷小学校（2021年）[68]
- 安田町立小川小学校（1981年中山小へ統合）[18]
- 安田町立中山小学校（2007年安田町立安田小学校へ統合）[69]
- 北川村立久木小学校（1968年島小へ統合）[70]
- 北川村立木積小学校（1970年北川村立北川小学校へ統合）[70]
- 北川村立竹屋敷小学校（1975年管ノ上小へ統合）[70]
- 北川村立島小学校（1980年北川小へ統合）[70]
- 北川村立管ノ上小学校（同上）[70]
- 芸西村立和食小学校（1956年統合により芸西村立芸西小学校へ）[71]
- 芸西村立西分小学校（同上）[71]
- 芸西村立馬ノ上小学校（同上）[71]
- 芸西村立芸西小学校白髪分校（1971年）[72]
- 芸西村立久重小学校（1976年[72]）

### 長岡郡
- 本山町立本山小学校〈旧〉（1965年統合により本山町立本山小学校〈新〉へ）[73]
- 本山町立木能津小学校（同上）[73]
- 本山町立帰全小学校（同上）[73]
- 本山町立白髪小学校（1971年本山小へ統合）[73]
- 本山町立済美小学校（1978年沢ヶ内小へ統合）[74]
- 本山町立沢ヶ内小学校（2004年休校[74]、2007年本山町立吉野小学校へ統合、2008年廃校[75]）
- 大豊村立西豊永小学校（1968年統合により豊永小へ）[76]
- 大豊村立西豊永小学校佐賀山分校（同上）[76]
- 大豊村立岩原小学校（同上）[76]
- 大豊村立大砂子小学校（同上）[76]
- 大豊町立立川小学校仁尾ヶ内分校（1973年）[77]
- 大豊町立大田口小学校奥大田分校（1981年）
- 大豊町立立川小学校（1993年休校[75]、2011年廃校）
- 大豊町立西峰小学校（2000年休校[78]、東豊永小へ編入、2011年廃校）
- 大豊町立穴内小学校（2000年休校[78]、大杉小へ編入、2011年廃校）
- 大豊町立川口小学校（2002年休校、大杉小へ統合[79]、2006年廃校[80]）※
- 大豊町立九寿軒小学校（2002年休校[78]、大杉小へ編入[79]、2008年廃校[75]）
- 大豊町立天坪小学校（2002年休校[78]、大杉小へ編入[79]、2011年廃校）
- 大豊町立豊永小学校（2004年東豊永小と統合し大豊小へ）
- 大豊町立東豊永小学校（2004年豊永小と統合し大豊小へ）[注釈 7]
- 大豊町立大豊小学校（2014年統合により大豊町立おおとよ小学校へ）[81]
- 大豊町立大杉小学校（同上）[81]
- 大豊町立大田口小学校（同上）[81]
- 大豊町立おおとよ小学校（2022年大豊町中と統合し大豊町立大豊学園（義務教育学校）へ）[82]

### 土佐郡
- 土佐町立溜井小学校（1956年伊勢川小と統合し松ヶ丘小へ）
- 土佐町立伊勢川小学校（1956年溜井小と統合し松ヶ丘小へ）
- 土佐町立能地小学校（1964年平石小へ統合）
- 土佐町立松ヶ丘小学校（1970年森小へ統合）
- 土佐町立西部小中学校（1970年田井小中へ統合）
- 土佐町立南川小学校（1990年森小へ統合）
- 土佐町立地蔵寺小学校（2005年平石小と統合し名高山小となり、2009年まで地蔵寺校舎として使用）[注釈 8]
- 土佐町立平石小学校（2005年地蔵寺小と統合し名高山小となり、2009年まで平石校舎として使用）[注釈 9]
- 土佐町立和田小学校（2000年休校、2009年廃校）[83]
- 土佐町立瀬戸小学校（2001年休校[78]、石原小へ編入、2009年同校が廃校）
- 土佐町立田井小学校（2009年統合により土佐町立土佐町小学校へ）[84]
- 土佐町立森小学校（同上）[84]
- 土佐町立相川小学校（同上）[84]
- 土佐町立名高山小学校（同上）[84]
- 土佐町立石原小学校（同上）[84]
- 大川村立船戸小学校大北川分校（1966年）[18]
- 大川村立白滝小学校（1972年船戸小へ統合）
- 大川村立大藪小学校（1984年川口小へ統合）
- 大川村立川口小学校（2003年船戸小と統合して大川小へ）[85]
- 大川村立船戸小学校（2003年川口小と統合して大川小へ）[85]
- 大川村立大川小学校（2005年大川村立大川中学校と小中一貫教育を開始[85]、2022年両校が統合し大川村立大川小中学校（義務教育学校）へ）[82]

### 吾川郡
- いの町立中追小学校（2007年休校）[19]
- いの町立中央小学校（2000年休校[78]〈当時：吾北村立〉、2008年廃校[86]）
- いの町立勝賀瀬小学校（2008年休校[19]、2017年廃校[37]）
- いの町立小川小学校〈2代目〉（2011年統合によりいの町立吾北小学校へ）[87]
- いの町立下八川小学校（同上）[87]
- いの町立上八川小学校（同上）[87]
- いの町立清水第一小学校（同上）[87]
- いの町立三水小学校（2000年休校[78]〈当時：吾北村立〉、上八川小へ編入、2011年廃校[37]）
- 伊野町立八田小学校（1958年池ノ内小と統合しいの町立伊野南小学校〈当時：伊野町立〉へ）[88]
- 伊野町立池ノ内小学校（1958年八田小と統合し伊野南小へ）[88]
- 伊野町立成山小学校（1984年いの町立伊野小学校〈当時：伊野町立〉へ統合）
- 伊野町立出来地小学校（1999年休校[78]、柳瀬小へ編入、2012年廃校[37]）
- 伊野町立柳瀬小学校（2002年休校[78]、勝賀瀬小へ編入、2008年同校が休校[19]、2017年同校が廃校[37]）
- 上八川村・清水村学校組合立上西小学校（1951年三水小開校に伴い廃校）
- 吾北村立都賀才小学校（1972年下八川小へ統合）[89]
- 吾北村立小川小学校〈初代〉（1976年統合により小川小〈2代目〉へ）[89]
- 吾北村立東谷小学校（同上）[89]
- 吾北村立西谷小学校（同上）[89]
- 吾北村立柳野小学校（同上）[89]
- 吾北村立清水第二小学校（1995年休校[78]、清水第一小へ編入、2011年同校が廃校[87]）
- 吾北村立上東小学校（2000年休校）[19]
- 本川村立桑瀬小学校（1957年本川小桑瀬分校から独立、1968年本川小へ統合）
- 本川村立殿御舎小学校（1973年5月2日越裏門小へ統合）
- 本川村立寺川小学校（1978年越裏門小へ統合）[89]
- 本川村立本川小学校（2002年休校[75]、いの町立長沢小学校〈当時：本川村立〉へ編入）[90]
- 本川村立越裏門小学校（同上）[90]
- 仁淀川町立名野川小学校（2012年休校、2013年仁淀川町立別府小学校へ統合）[91]
- 仁淀川町立大崎小学校（2014年仁淀川町立池川小学校へ統合）[92]
- 仁淀川町立長者小学校（2025年別府小へ統合）[93]
- 池川町立大西小学校（1965年池川小へ統合）[92]
- 池川町立樫山小学校（1966年安居小へ統合）
- 池川町立坂本小学校（1967年池川小へ統合）[92]
- 池川町立椿山小学校（1972年[18]）
- 池川町立用居小学校（1974年統合により北部小へ）
- 池川町立大野小学校（同上）
- 池川町立瓜生野小学校（同上）
- 池川町立狩山小学校（1980年池川小へ統合）[92]
- 池川町立北部小学校（1989年池川小へ統合）
- 池川町立安居小学校（1997年池川小へ統合）[92]
- 吾川村立久喜小学校（1966年大崎小へ統合）[94]
- 吾川村立加枝小学校（同上）[94]
- 吾川村立長渕小学校（1955年名野川第二小から改称、1980年名野川小へ統合）
- 吾川村立上名野川小学校（1993年下名野川小へ統合）
- 吾川村立下名野川小学校（2000年休校、名野川小へ編入、2004年廃校）
- 吾川村立寺村小学校（2004年休校[75]、大崎小へ編入、2013年廃校）
- 仁淀村立高瀬小学校（1963年森小へ統合）[91]
- 仁淀村立川渡小学校（1974年統合により別府小へ）[91]
- 仁淀村立森小学校（同上）[91]
- 仁淀村立沢渡小学校（同上）[91]
- 仁淀村立別枝小学校（同上）[91]
- 仁淀村立泉川小学校（1986年長者小へ統合）

### 高岡郡
- 中土佐町立矢井賀小学校（2009年休校）[19]
- 中土佐町立大野見北小学校（2009年中土佐町立大野見小学校へ統合し休校、2012年廃校）[95]
- 中土佐町立笹場小学校（2014年休校）[19]
- 越知町立榎佐古小学校（1949年鎌井田小と統合し黒石小へ）
- 越知町立鎌井田小学校（1949年榎佐古小と統合し黒石小へ）
- 越知町立堂岡小学校（1969年越知町立越知小学校へ統合）[96]
- 越知町立大平小学校（1975年越知小へ統合）[96]
- 越知町立小日浦小学校（1978年[97]）
- 越知町立桐見川小学校（1998年休校[78]、2012年廃校[98]）
- 越知町立片岡小学校（2001年休校、越知小へ編入[96]、2015年廃校[82]）
- 越知町立横畠小学校（2003年休校、越知小へ編入[96]、2016年廃校[99]）
- 越知町立野老山小学校（2004年休校、越知小へ編入[96]、2013年廃校[100]）
- 越知町立黒石小学校（2006年休校、越知小へ編入[96]、2015年廃校[82]）
- 檮原町立初瀬西小学校（1974年檮原町立檮原小学校へ統合）[101]
- 檮原町立四万川西小学校（1984年統合により四万川小へ）[101]
- 檮原町立四万川東小学校（同上）[101]
- 檮原町立上成小学校（同上）[101]
- 檮原町立初瀬東小学校（1987年檮原小へ統合）[101]
- 檮原町立松原小学校（1999年休校[78]、檮原小へ編入、事実上の廃校）[101]
- 檮原町立西川小学校（2007年休校[78]、檮原小へ編入、事実上の廃校）[101]
- 檮原町立越知面小学校（2011年檮原小へ統合）[101]
- 檮原町立四万川小学校（同上）[101]
- 日高村立能津第一小学校（1975年統合により日高村立能津小学校へ）[102]
- 日高村立能津第二小学校（同上）[102]
- 日高村立鴨地小学校（同上）[102]
- 津野町立白石小学校（2009年休校、2010年精華小へ統合[103]）
- 津野町立郷小学校（2010年津野町立中央小学校へ統合）[104]
- 津野町立船戸小学校（同上）[104]
- 津野町立精華小学校（2024年葉山小へ統合）[35]
- 東津野村立大正小学校（1972年中央小へ統合）[104]
- 東津野村立芳生野小学校（同上）[104]
- 東津野村立宮木小学校（同上）[104]
- 東津野村立桑ヶ市小学校（1972年船戸小へ統合）
- 東津野村立高野小学校（1982年中央小へ統合）[104]
- 葉山村立床鍋小学校（1983年津野町立葉山小学校〈当時：葉山村立〉へ統合）[105]
- 大野見村立大野見南小学校（1985年大野見小〈当時：大野見村立大野見中央小学校〉へ統合）
- 四万十町立下津井小学校（1997年休校[78]、大奈路小へ編入。2010年廃校）[106]
- 四万十町立打井川小学校（2004年休校[78]、四万十町立田野々小学校[107]および四万十町立北ノ川小学校へ編入。2010年廃校）[106]
- 四万十町立広井小学校（2007年休校[78]、四万十町立十川小学校へ編入、2012年度廃校[108]）
- 四万十町立若井川小学校（2011年休校）[19]
- 四万十町立志和小学校（2011年休校、2013年廃校）[109]
- 四万十町立家地川小学校（2011年休校、四万十町立川口小学校へ編入）[109]
- 四万十町立丸山小学校（2012年休校、四万十町立窪川小学校へ編入、2014年廃校）[110]
- 四万十町立口神ノ川小学校（2012年窪川小へ統合し休校）[110]
- 四万十町立大奈路小学校（2013年休校、田野々小へ編入）[107]
- 四万十町立興津小学校（2024年休校）[35]
- 四万十町立十川小学校（2025年昭和小と統合し四万十町立十和小学校へ）
- 四万十町立昭和小学校（2025年十川小と統合し十和小へ）
- 窪川町立松葉川山小学校（1974年四万十町立米奥小学校〈当時：窪川町立〉へ統合）[111]
- 窪川町立桧生原小学校（1977年川口小へ統合）[106]
- 大正町立大奈路小学校下道分校（1969年）[106]
- 大正町立芳川小学校（1969年田野々小へ統合）[107]
- 大正町立葛籠川小学校（同上）[107]
- 大正町立中津川小学校（1996年休校、2004年大奈路小へ統合）[106]
- 十和村立浦越小学校（1989年四万十町立昭和小学校〈当時：十和村立〉へ統合）[106]
- 十和村立十川小学校〈旧〉（2003年統合により十川小〈新〉へ）[108]
- 十和村立大道小学校（同上）[108]
- 十和村立十和小学校（同上）[108]
- 十和村立古城小学校（同上）[108]

### 幡多郡
- 大月町立竜ヶ迫小学校（1969年弘見小竜ヶ迫分校となり、1971年廃校）[112]
- 大月町立芳ノ沢小学校（1983年休校、2009年廃校）[112]
- 大月町立春遠小学校（1991年休校、2009年廃校）[112]
- 大月町立小才角小学校（2001年休校、姫ノ井小へ編入、2009年廃校）[112]
- 大月町立安満地小学校（2008年休校、2009年廃校）[112]
- 大月町立柏島小学校（2009年統合により大月町立大月小学校へ）[113]
- 大月町立一切小学校（同上）[113]
- 大月町立中央小学校（同上）[113]
- 大月町立周防形小学校（同上）[113]
- 大月町立樫西小学校（同上）[113]
- 大月町立姫ノ井小学校（同上）[113]
- 大月町立月灘小学校（同上）[113]
- 大月町立橘浦小学校（同上）[113]
- 大月町立弘見小学校（同上）[113]
- 三原村立三原小学校芳井分校（1977年三原小南分校へ統合）[114]
- 三原村立三原小学校東分校（1980年）[114]
- 三原村立三原小学校西分校（1980年）[114]
- 三原村立三原小学校南分校（1980年）[114]
- 黒潮町立北郷小学校（2000年休校、2011年廃校）
- 黒潮町立鈴小学校（2005年休校）[19]
- 黒潮町立馬荷小学校（2006年休校）[19]
- 黒潮町立伊田小学校（2014年休校）[115]
- 黒潮町立伊与喜小学校（2023年休校）[45]
- 大方町立加持小学校（1984年黒潮町立入野小学校〈当時：大方町立〉へ統合）[116]
- 大方町立湊川小学校（1990年黒潮町立南郷小学校〈当時：大方町立〉へ統合）[117]
- 大方町立蜷川小学校（1999年黒潮町立上川口小学校〈当時：大方町立〉へ統合）[118]